# I. e. 328
Évszázadok: i. e. 5. század – i. e. 4. század – i. e. 3. század
Évtizedek: i. e. 370-es évek – i. e. 360-as évek – i. e. 350-es évek – i. e. 340-es évek – i. e. 330-as évek – i. e. 320-as évek – i. e. 310-es évek – i. e. 300-as évek – i. e. 290-es évek – i. e. 280-as évek – i. e. 270-es évek
Évek: i. e. 333 – i. e. 332 – i. e. 331 – i. e. 330 –  i. e. 329 – i. e. 328 – i. e. 327 – i. e. 326 – i. e. 325 – i. e. 324 – i. e. 323

## Események

### Makedón Birodalom
- Nagy Sándor személyesen vonul a felkelők által ostromolt Marakandához, mire a lázadók vezére, Szpitamenész visszavonul, majd Baktrát támadja meg, ahonnan Baktria szatrapája, Artabazosz nagy nehézségek árán visszaveri.
- Nagy Sándor megtámadja a maradék ellenálló, hegyek közé húzódott baktriai törzset. Legyőzi vezérüket, Oxüartészt, akinek feleségül veszi a lányát, Rhóxanét (vagy Roxanát).
- Koinosz makedón hadvezér legyőzi a lázadókat, mire azok megölik Szpitamenészt, fejét elküldik Nagy Sándornak és megadják magukat.
- A győzelmi ünnepségen Nagy Sándor részegen összeszólalkozik barátjával, Kleitosszal és egy dárdával megöli.

### Róma
- Publius Plautius Proculust és Publius Cornelius Scapulát választják consullá. A szamniszok által elpusztított Fregellaében római coloniát alapítanak.[1]

## Halálozások
- Fekete Kleitosz, makedón hadvezér
- Szpitamenész, szogd vezér
- Erigüiosz, makedón hadvezér
- Mazaiosz, perzsa szatrapa

## Fordítás
- Ez a szócikk részben vagy egészben  a(z)   328 BC című angol Wikipédia-szócikk ezen változatának fordításán alapul.  Az eredeti cikk szerkesztőit annak laptörténete sorolja fel. Ez a jelzés csupán a megfogalmazás eredetét és a szerzői jogokat jelzi, nem szolgál a cikkben szereplő információk forrásmegjelöléseként.